# OR Водолея
OR Водолея (лат. OR Aquarii), HD 201985 — двойная затменная переменная звезда типа Алголя (EA) в созвездии Водолея на расстоянии приблизительно 413 световых лет (около 127 парсеков) от Солнца. Видимая звёздная величина звезды — от +8,11m до +7,94m. Орбитальный период — около 11,424 суток.

## Характеристики
Первый компонент — жёлто-белая звезда спектрального класса F0V. Радиус — около 1,94 солнечного, светимость — около 8,457 солнечных. Эффективная температура — около 7062 К.